# Aderus ephippiatus
Aderus ephippiatus là một loài bọ cánh cứng trong họ Aderidae. Loài này được Champion miêu tả khoa học năm 1916.